# 維特基夫齊
49°46′37″N 25°42′14″E / 49.77694°N 25.70389°E
維特基夫齊（羅馬化：Vytkivtsi）是烏克蘭的村落，位於該國西部捷爾諾波爾州，由捷尔诺波尔区負責管轄，處於赫尼茲代奇納河畔，始建於1654年，面積0.63平方公里，2001年人口241。